# 2020 LD
2020 LDとは、直径140メートル (460 ft)のアポロ群に属する地球の近くに存在する小惑星である。2020年6月7日、小惑星が地球から0.03天文単位 (4,500,000 km; 2,800,000 mi)離れているときに発見された。太陽の光により、2019年11月以来、小惑星の接近を遮っていた。

## 惑星への接近
小惑星は、地球から0.002天文単位 (300,000 km; 190,000 mi)の距離で2020年6月5日に最接近した。最近接距離は約±1000 kmとされている。この小惑星は2020年の中で、月より近くまで接近する最大の小惑星であり、おそらく2011年11月の(308635) 2005 YU以降でサイズが最大であるとみられている。小惑星は、水星、金星、地球、火星の4つの惑星に接近する。
6日間の短い観測アークでは、小惑星が1918年6月に地球から0.00008天文単位 (12,000 km; 7,400 mi)の距離で接近し、2024年4月に金星から0.0001天文単位 (15,000 km; 9,300 mi)の距離で接近する可能性がある。
セントリーでは、6.7日の観測アークにより、2109年6月7日に1100万分の1の確率で影響が出るとされている。
(501647) 2014 SDも同様の大きさを持つ小惑星の1つで、2020年は太陽に接近することはない。